# SFMS
SFMS(英語:  Structured Financial Messaging System)は、銀行内および銀行間アプリケーションのプラットフォームとして開発された安全なメッセージング標準である。世界的に金融メッセージングに使用されている国際メッセージングシステムであるSWIFT(Society for World-wide Interbank Financial Telecommunications)と同様のインドの標準規格であり、銀行内や銀行間の安全な通信に使用できる。IDRBT(英語:  IDRBT)で2001年12月14日に開始された。
モジュール化されたWeb対応のソフトウェアであり、メッセージ構造の定義、メッセージ形式、および金融コミュニティで使用するためのそれらの承認を可能にし、集中型または分散型の展開を容易にする柔軟なアーキテクチャを備えている。アクセス制御はスマートカードベースのユーザーアクセスを介して行われ、メッセージはISO標準に準拠した標準の暗号化および認証サービスによって保護される。SFMSの銀行内部分は、銀行が提供する安全なメッセージング機能を最大限に活用するために使用される。
銀行間メッセージング部分は、電子送金(英語:  Electronic funds transfer)(EFT)、即時グロス決済システム(RTGS)、配信対支払い(DVP)、集中型資金管理システム(CFMS)、その他のアプリケーションで使用される。SFMSはアプリケーションプログラミングインタフェース(API)を提供し、既存および将来のアプリケーションとSFMSを統合するために利用できる。いくつかの銀行では、コアまたは集中型バンキング・ソフトウェアと統合している。